# Art in Ruins
Art in Ruins est un collectif d'artistes contemporain britannique créé par Hannah Vowles et Glyn Banks en 1984 en tant que pratique interventionniste collaborative dans les domaines de l'art et de l'architecture, mettant en scène des expositions et publiant des textes,,.

## Histoire et pratique
Art in Ruins, basé à Bloomsbury, à Londres, utilise les stratégies d'art conceptuel des années 1960 utilisées par Art and Language et Gilbert et George. Les œuvres comprennent Trust Us (1997) et We Like You (1995). Leur réaction à l'art actuel est « iconoclaste » avec « une sorte de supersensibilité à la politique de l'art ». Ils ont organisé l'exposition Our Wonderful Culture (crypte Saint-George, Bloomsbury, 1995) et ont collaboré avec Stewart Home, Ed Baxter et d'autres sur Ruins of Glamour, Glamour of Ruins (Galerie Chisenhale, 1986) et Desire in Ruins (Galerie Transmission, Glasgow 1987),,.
Leur travail a été exposé dans les plus grandes villes d'Europe,. Ils ont été professeurs invités à l'Académie des beaux-arts de Munich. En 1991, Art in Ruins a reçu le DAAD Künstlerprogramm Berlin Stipendium. Une exposition sur la dette du tiers monde et la migration, intitulée Conceptual Debt, a été présentée à la DAAD Galerie Berlin suivie de la discussion autour de l'acte artistique « piège » avec Stephan Geene et Büro Bert à l'Institut d'art contemporain (Kunst-Werke (de)) à Berlin en 1993,.
Art in Ruins est dans les limbes depuis 2001. Ce « silence » fait l'objet d'un projet d'artiste, et a également fait l'objet de deux éditions du programme artistique Wavelength sur la radio communautaire Resonance FM,.